# 丰干
丰干（？—？），唐朝天台山国清寺高僧，和寒山、拾得一同被誉为“国清三隐”。

## 生平
丰干在天台县赤城山曾经捡回拾得。和寒山、拾得三人相交甚欢。。豐干曾医治好台州官吏閭丘胤的病痛。並向閭丘胤指出寒山、拾得是文殊與普贤之化身。之後閭丘胤前去禮拜寒山、拾得，又被他們指出豐干是彌陀化身，稱：「豐干饒舌，彼自彌陀」。